# 3 Civic Plaza
Le 3 Civic Plaza est un gratte-ciel de 164 m situé à Surrey au Canada. Construit entre 2014 et 2018, il s'agit du plus haut immeuble de Surrey, ainsi que du quatrième plus haut de l'agglomération du Grand Vancouver. Son adresse est 10347 City Parkway (centre-ville).

## Construction
La construction du 3 Civic Plaza s'inscrit dans un plan de développement financé par la municipalité de Surrey. Le gratte-ciel se situe au centre-ville (Whalley/City Centre), à proximité de la mairie, de la station de métro (Skytrain) Surrey Central, ainsi que d'autres immeubles dont la tour Central City,.